# German Juniors 2018
Das German Juniors 2018 im Badminton fand vom 8. bis zum 11. März 2018 in Berlin statt. Es war die 35. Austragung dieses bedeutendsten internationalen Badminton-Juniorenwettkampfs in Deutschland.

## Sieger und Platzierte
| Disziplin    | Gold                          | Silber                     | Bronze                             |
| ------------ | ----------------------------- | -------------------------- | ---------------------------------- |
| Herreneinzel | Kunlavut Vitidsarn            | Li Shifeng                 | Ruttanapak Oupthong                |
| Herreneinzel | Kunlavut Vitidsarn            | Li Shifeng                 | Bobby Setiabudi                    |
| Dameneinzel  | Pattarasuda Chaiwan           | Zhou Meng                  | Park Ga-eun                        |
| Dameneinzel  | Pattarasuda Chaiwan           | Zhou Meng                  | Wei Yaxin                          |
| Herrendoppel | Ki Dong-ju Wang Chan          | Di Zijian Guo Xinwa        | Dai Enyi Feng Yanzhe               |
| Herrendoppel | Ki Dong-ju Wang Chan          | Di Zijian Guo Xinwa        | Krishna Prasad Garaga Dhruv Kapila |
| Damendoppel  | Liu Xuanxuan Zhan Shuxian     | Jang Eun-seo Lee Jung-hyun | Natsu Saito Rumi Yoshida           |
| Damendoppel  | Liu Xuanxuan Zhan Shuxian     | Jang Eun-seo Lee Jung-hyun | Pearly Tan Toh Ee Wei              |
| Mixed        | Hiroki Midorikawa Natsu Saito | Wang Chan Jeong Na-eun     | Shang Yichen Lin Fangling          |
| Mixed        | Hiroki Midorikawa Natsu Saito | Wang Chan Jeong Na-eun     | Shin Tae-yang Lee Jung-hyun        |